# Trentepohlia brunnea
Trentepohlia brunnea là một loài ruồi trong họ Limoniidae. Chúng phân bố ở miền Australasia.